# Pertsevite-(F)
La pertsevite-(F) è un minerale conosciuto come pertsevite fino alla scoperta del termine finale della serie costituito dalla pertsevite-(OH).